# Wolfgang Pauly

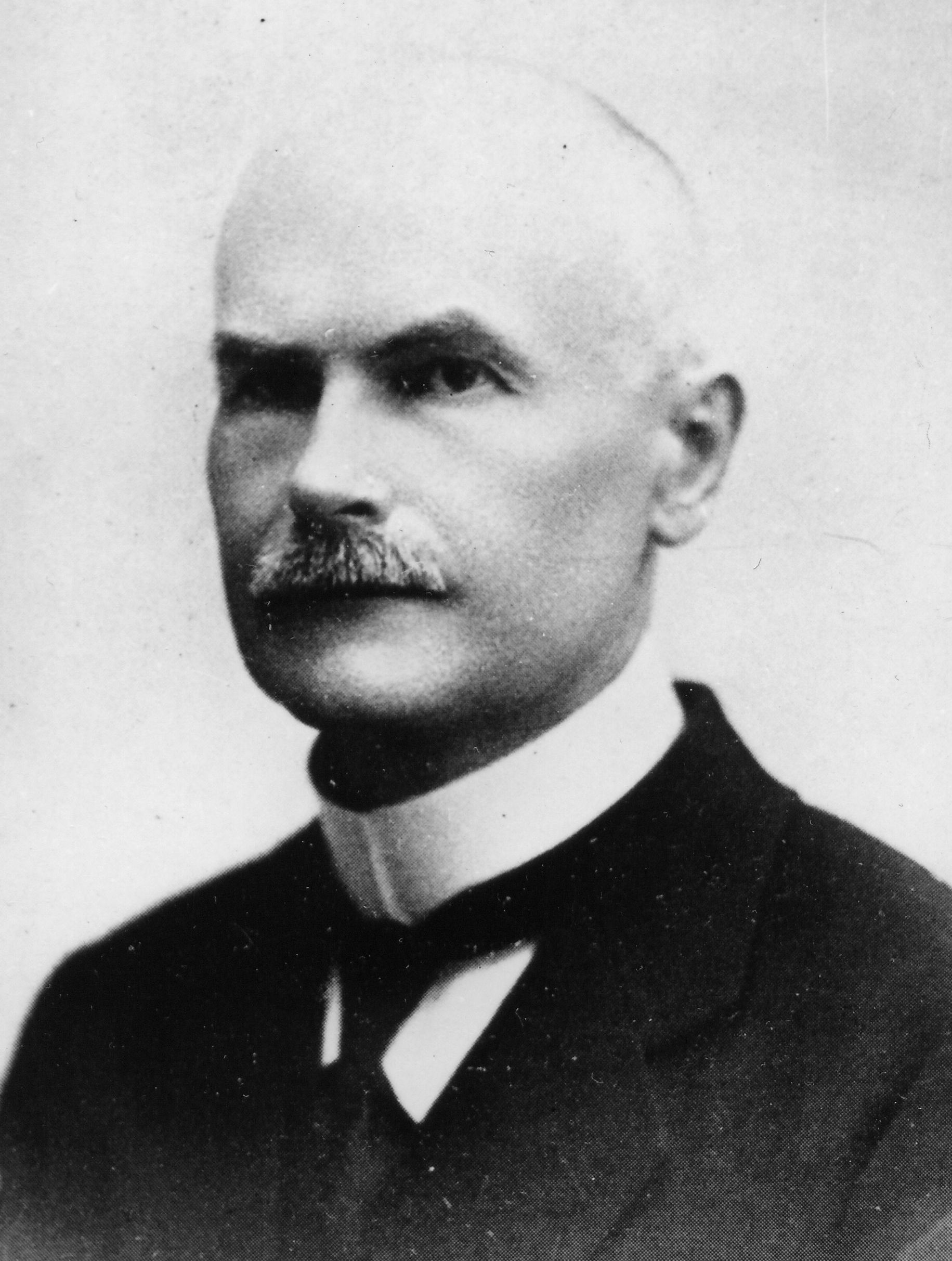
Wolfgang Pauly

Wolfgang Pauly (* 15. August 1876 in Dohna; † 3. März 1934 in Bukarest) war ein bekannter deutsch-rumänischer Komponist im Schach.

## Leben
Als Pauly sechs Jahre alt war, übersiedelte seine Familie nach Bukarest. Hier wurde er später Direktor einer großen rumänischen Versicherungsgesellschaft. Sein Hobby war zunächst neben der Mathematik, in der er begabt war, die Astronomie; am 14. Juni 1898 gegen 10:30 Uhr entdeckte er nahe Messier 4 einen Kometen, der später nach ihm und dem früheren Entdecker Edwin Foster Coddington als Coddington-Pauly benannt wurde. Pauly wandte sich nach seinem durch ein Augenleiden bedingten Abschied von der Astronomie der Schachkomposition zu. Insgesamt sind von ihm etwa 5000 Kompositionen aller Bereiche bekannt, viele davon Selbstmatts und Märchenschachaufgaben. Obwohl er als Universalist der Schachkomposition galt, waren mathematisch-systematische Motive wie Symmetrie- und Echospiele eines seiner bevorzugten Themen. Nach ihm ist das Pauly-Thema (auch Perpetuum mobile) benannt, bei dem bei einem Schachproblem, das vor und nach dem Schlüssel gelöst werden kann, das Satzspiel einer Stellung nach dem Schlüsselzug der anderen Stellung vorkommt. Er wurde oftmals mit William Anthony Shinkman und Otto Wurzburg als einer der drei besten Schachkomponisten seiner Zeit genannt.
Pauly war Mitautor bei einigen Büchern von A. C. White: The white rooks (1910), The theory of pawn promotion (1912) und Asymmetry (1927).
Während des Ersten Weltkrieges kam er in ein rumänisches Lager. Hier zog er sich eine Krankheit zu, die ihn den Rest seines Lebens plagte und an deren Folgen er 1934 starb.

## Beispiel
|   | a | b | c | d | e | f | g | h |   |
| 8 |   |   |   |   |   |   |   |   | 8 |
| 7 |   |   |   |   |   |   |   |   | 7 |
| 6 |   |   |   |   |   |   |   |   | 6 |
| 5 |   |   |   |   |   |   |   |   | 5 |
| 4 |   |   |   |   |   |   |   |   | 4 |
| 3 |   |   |   |   |   |   |   |   | 3 |
| 2 |   |   |   |   |   |   |   |   | 2 |
| 1 |   |   |   |   |   |   |   |   | 1 |
|   | a | b | c | d | e | f | g | h |   |

Lösung:

1. Se7–c6 Ke6–d6 2. Te3–b3 Kd6–c7 (2. … Kd6–e6 3. Tb3–d3 Ke6–f6 4. Td3–g3 Kf6–e6 5. Tg3–g6#, 2. … Kd6–c5 3. Ke8–d7 Kc5–c4 4. Le4–d3+ Kc4–c5 5. Tb3–b5#) 3. Ke8–e7 Kc7–c8 4. Sc6–a7+ Kc8–c7 5. Tb3–b7 matt.

Eine Pointe dieses Problems ist, dass die spiegelbildliche Lösung mittels 1. Sg6 nicht funktioniert, da dem Springer das Schachgebot im 4. Zug der Hauptvariante fehlt.